# Iditarod (rivière)
Pour les articles homonymes, voir Iditarod.
La rivière Iditarod est un cours d'eau d'Alaska, aux États-Unis, de 523 kilomètres (325 mi) de long, située dans la région de recensement de Yukon-Koyukuk. Elle prend sa source au nord de Chuathbaluk et coule en direction du nord-est d'abord, de l'ouest ensuite vers la rivière Innoko, elle-même affluent du Yukon.
Iditarod est la transcription en anglais du mot de la langue athapascane Haiditirod ou Haidilatna. La rivière a donné son nom à la localité minière Iditarod au début du XXe siècle.

## Affluent
- Yetna